# 몰리 던스워스
몰리 던스워스(Molly Dunsworth, 1990년 5월 25일 ~ )는 캐나다의 배우이다.
핼리팩스에서 태어났다.

## 영화
- 셉틱 맨 (2013년) - 쉘리 역
- 호보 위드 어 숏건 (2011년) - 애비 역
- 더 메모리 키퍼스 도터 (2008년)